# Heliophanus proszynskii
Heliophanus proszynskii är en spindelart som beskrevs av Wesolowska 2003. Heliophanus proszynskii ingår i släktet Heliophanus och familjen hoppspindlar. Inga underarter finns listade i Catalogue of Life.